# トリプルキャッチャー
トリプルキャッチャー（TRIPLE CATCHER）は、インナースペースが販売しているクレーンゲームである。かつてはアトラスから販売されていたが、アトラス製の販売とサポートはアトラス（旧社）を吸収合併したインデックス（旧社）時代に全て終了している。アトラス製の各種権利は、2013年12月に実施されたアトラス（新社）のアーケードゲーム事業のセガへの移管に伴い、セガグループとセガ（2015年4月から2020年3月まではセガ・インタラクティブ）が保有している。

## プレイ方法
一般的なクレーンゲームと同様の操作方法となっており、プレイヤーがアームユニットの位置を操作し、景品を獲得するゲームである。
この「トリプルキャッチャーシリーズ」の場合、操作にスティックと押しボタン各1つずつを使用する。
操作手順としては、
1. 景品落とし口上に位置しているアームユニットを、スティックで移動させる。移動する方向は前後左右斜めの8方向で、制限時間以内であれば、何度でも移動可能である。
2. ボタンを押す、または制限時間が来るとアームユニットが下降する。この際に再度ボタンを押すと下降を止めることも可能。使用しない場合は限界点まで下降する。
3. その後は自動で、アームが閉じる→アームユニットが上昇する→アームユニットが初期位置へと戻る→アームが開く、の順に動作し、初期状態へ戻る

というもの。

## シリーズ

### アトラス発売

#### TRIPLE CATCHER（トリプルキャッチャー）
発売：アトラス
登場：2004年
最大同時プレイ人数：1人
操作方法：ジョイスティック＋下降ボタン／下降停止ボタン
「トリプルキャッチャーシリーズ」の初代機種。
コントロールパネル部の7セグLEDには、お金を投入した際にはプレイ可能回数が、プレイ中は移動可能な制限時間がカウントダウン式で表示される。
カラーバリエーションとして「オレンジ」と「ピンク」が存在し、いずれも白を基調としたものとなっている。
「オレンジ」と「ピンク」では塗装パターンや機種名のフォントなどのデザインも異なる。
ディスプレイフィールドの高さが2段階に調節可能なアクリルボードが標準装備されている。

#### TRIPLE CATCHER MEGA（トリプルキャッチャーメガ）
発売：アトラス
登場：2005年
最大同時プレイ人数：1人
操作方法：ジョイスティック＋下降ボタン／下降停止ボタン
「TRIPLE CATCHER」の大型版で、新たに50cm以上の景品にも対応した。
「TRIPLE CATCHER」と同様の3本アームではあるものの、アームの形状が変更された。
コントロールパネル部の7セグLEDには、お金を投入した際にはプレイ可能回数が、プレイ中は移動可能な制限時間がカウントダウン式で表示される。
カラーバリエーションとしては、「グリーン」1色のみが用意され、塗装パターンや機種名フォントなどは概ね「TRIPLE CATCHER」のオレンジ版のものがベースとなっている。
筐体上部のビルボード部は取り外しが可能となっており、移動や搬入の際への考慮もなされた。

#### TRIPLE CATCHER MEGA DASH（トリプルキャッチャーメガダッシュ）
発売：アトラス
登場：2006年
最大同時プレイ人数：1人
操作方法：ジョイスティック＋下降ボタン／下降停止ボタン
筐体の形状が変更され、丸みを帯びたデザインへ。また、ウォレットスペース（財布置き場）が新設され、遊びやすさとデザイン性を両立させている。
「TRIPLE CATCHER MEGA」より筐体サイズが拡大され、幅および奥行が拡大された。
コントロールパネル部も大きく変更され、プレイ金額やプレイ可能回数および制限時間のカウントダウンは一体型の電光表示となった。
加えて、「TRIPLE CATCHER MEGA」までは100円硬貨と500円硬貨でそれぞれ別のコイン投入口となっていたが、新たに電子セレクターが採用されたことから、コイン投入口は1つにまとめられた。
カラーバリエーションとしては、「イエロー」のみが存在する。
筐体上部のビルボード部は、取り外しが可能となっており、移動や搬入の際への考慮もなされている。

#### TRIPLE CATCHER PETIT（トリプルキャッチャープチ）
発売：アトラス
登場：2006年
最大同時プレイ人数：1人
操作方法：ジョイスティック＋下降ボタン／下降停止ボタン
「トリプルキャッチャーシリーズ」初の小型タイプの機種。
コントロールパネル部は「TRIPLE CATCHER MEGA」と同様に7セグLEDが装備されているが、プレイ可能回数・制限時間のカウントダウンは別々の表示となった。
また、新たにボーナス機能が搭載され、コントロールパネル部にスロットが装備されており、同じ数字が3つ揃えば1クレジット追加となる。
100円硬貨と500円硬貨でそれぞれ別のコイン投入口が備え付けられている。

#### TRIPLE CATCHER GIGA（トリプルキャッチャーギガ）
発売：アトラス
登場：2006年
最大同時プレイ人数：1人
操作方法：ジョイスティック＋下降ボタン／下降停止ボタン
概ね「TRIPLE CATCHER MEGA DASH」をベースとしていながらも、更に横幅が約20cm・奥行が約50cm大型化された。
フィールドの奥側には景品をディスプレイできる棚が新たに装備された。
新たに、筐体の横側からでも景品の補充や置き直しができるよう、サイドガラスもスライドガラスとされた。
カラーバリエーションとしては、「ブルー」と「ブラック」が存在する。

#### TRIPLE CATCHER ICE（トリプルキャッチャーアイス）
発売：アトラス
登場：2008年
最大同時プレイ人数：4人
操作方法：ジョイスティック＋下降ボタン／下降停止ボタン
冷凍機メーカーの協力により-25℃の冷凍機能を備え、これまで困難だった冷凍景品の使用を実現した。また、冷凍機能とゲーム機電源は、個別でオン/オフが可能。
「トリプルキャッチャーシリーズ」初の複数人同時プレイ可能な機種となった。
白とブルーを基調としたカラーデザインとなっている。

#### TRIPLE CATCHER ICE TWIN（トリプルキャッチャーアイスツイン）
発売：アトラス
登場：2008年
最大同時プレイ人数：2人
操作方法：ジョイスティック＋下降ボタン／下降停止ボタン
「TRIPLE CATCHER ICE」の2人プレイ版。
白とピンクを基調としたカラーデザインとなっている。

#### TRIPLE CATCHER GIGA＋（トリプルキャッチャーギガプラス）
発売：アトラス
登場：2009年
最大同時プレイ人数：1人
操作方法：ジョイスティック＋下降ボタン／下降停止ボタン
「TRIPLE CATCHER GIGA」のマイナーチェンジ機種で、アトラスが関わった最後の機種。
新たに最大で6分割可能な筐体になったことで、これまで導入が難しかったロケーションにも搬入しやすくなった。
デザイン物の交換が容易になるなどの改良も施されている。

### インナースペース発売

#### NEW TRIPLE CATCHER（ニュートリプルキャッチャー）
発売：インナースペース
登場：2016年
最大同時プレイ人数：1人
操作方法：ジョイスティック＋下降ボタン／下降停止ボタン
アトラスのアーケードマシン事業が2013年にセガ（後のセガ・インタラクティブ）へ移管されたため、発売はインナースペースが引き継いだ。
初代「TRIPLE CATCHER」の筐体サイズに準じている。
新たにアーム移動速度が設定できるようになった。
「TRIPLE CATCHER GIGA」にて採用されていた、フィールド奥側の景品ディスプレイ棚が本機種でも装備されている。

## その他
アトラスから発売された製品ののサポートは、海外メーカー製の部品の調達難に伴い2013年6月29日に終了したが、電源スイッチの発火事故が相次いだことから、電源スイッチの交換に関してのみセガ・ロジスティクスサービスにて引き続き行っている。